# Пенитенциарная система Гонконга
Пенитенциарная система Гонконга, имеющая богатые колониальные традиции, отвечает за исполнение уголовных наказаний, реабилитацию бывших заключённых и надзор за ними. Исправительные учреждения Гонконга соответствуют основным международным критериям и не вызывают столько критики, как пенитенциарная система материкового Китая. После перехода Гонконга под суверенитет Китая в 1997 году его пенитенциарная система не претерпела кардинальных изменений и сохранила основные черты британской системы. Персонал пенитенциарной системы отличается профессионализмом и в общей массе придерживается установленных морально-этических стандартов. В тюрьмах Гонконга нет привычных для Азии тесноты и плохих санитарных условий (по состоянию на 2013 год средний уровень заполняемости составлял около 80 %, в то время как в 2008 году — 96 %), а общая численность заключённых стабильно снижается (в 1987 году в здешних исправительных учреждениях содержалось 8,3 тыс. заключённых, в 1997 году — 12,3 тыс., а в 2013 году — 9,2 тыс.).
По состоянию на 2014 год из 8 906 обитателей пенитенциарной системы Гонконга 18,6 % составляли лица, находящиеся в предварительном заключении. Женщины составляли 19,7 % от общего числа заключённых, подростки обоих полов — 3,4 %, иностранцы — 26,4 %. На 100 тысяч населения в Гонконге приходится 123 заключённых (для сравнения: материковый Китай — 172, Украина — 213, Россия — 470, США — 707).

## История

### Ранняя история
В апреле 1841 года, с началом британского правления в Гонконге, капитан Уильям Кейн был назначен главным судьёй, которому также поручили контролировать полицию и тюрьму новой колонии (первая тюрьма, названная тюрьмой Виктория, открылась на острове в августе 1841 года). В сентябре 1853 года был подписан первый законодательный акт, касавшийся гонконгской тюрьмы. В 1876 году были введены ограничения на питание как форма наказания для заключённых (европейцам полагались хлеб и вода, китайцам — рис и вода). В апреле 1894 года в тюрьме провели последнее публичное наказание, после чего данный вид экзекуций был запрещён. Часть заключённых-китайцев британские власти отправляли на каторгу в Австралию.
В декабре 1920 года гонконгские места заключения перешли под ответственность новосозданного департамента тюрем. В апреле 1932 года в районе Лайчикок была открыта новая женская тюрьма, в январе 1937 года начала работу тюрьма в Стэнли (на тот момент это был один из лучших тюремных комплексов Британской империи, состоявший из шести блоков, рассчитанных на 1 500 заключённых). В 1938 году департамент тюрем начал практиковать условное освобождение преступников на испытательный срок. В декабре 1946 года открылось первое исправительное учреждение, принявшее мальчиков возрастом от 8 до 16 лет. В апреле 1948 года вопросы условного освобождения были переданы в введение офиса социального обеспечения, созданного при секретаре по делам китайцев (в 1958 году он был переименован в департамент социального обеспечения).

### 1950 — 1990-е годы
В марте 1953 года начал работу учебный центр Стэнли для молодых правонарушителей. В мае 1953 года в гонконгских тюрьмах начала действовать накопительная система, заменившая пособия, которые до этого выплачивались освобождавшимся заключённым (эта система способствовала привлечению заключённых к труду). В 1955 году в тюрьмах Стэнли и Лайчикок как мера поощрения заключённых были введены посещения родственниками (до этого заключённые находились в клетке у главных ворот и перекрикивались с посетителями через двойной забор из сетки, территорию внутри которого патрулировал охранник).
В 1956 году открылась тюрьма в районе Чимавань на острове Лантау. В 1958 году была основана первая школа подготовки кадров для тюремной системы. В том же году была введена система добровольного надзора за заключёнными, имевшими опыт употребления наркотиков, которые освобождались из тюрьмы Тайлам. В 1960—1961 годах была прекращена практика выхода тюремного персонала на дежурство с огнестрельным оружием. В ноябре 1966 года, после последнего применения, в Гонконге был введён мораторий на смертную казнь (с 1946 по 1966 год в тюрьме Стэнли были повешены 122 преступника, приговорённых к высшей мере наказания).
В августе 1968 года открылся Нью-лайф-хаус — первое общежитие для реабилитации бывших заключённых-наркоманов. В январе 1969 года, после подписания соответствующего постановления, стартовала программа лечения от наркотической зависимости и открылся лечебный центр Тайлам. В январе 1971 года была введена система нумерации допуска уголовных адвокатов. В марте 1972 года открылся центр заключения Сачёй, а в ноябре 1972 года — психиатрический центр Сиулам.
В 1974 году для заключённых учебного центра, нарушивших дисциплину, было введено наказание через избиение тростью. В январе 1975 года была введена программа услуг благосостояния для заключённых, в июле 1976 года администрация тюрем начала оказывать заключённым психологическую помощь. После завершения Вьетнамской войны в Гонконг хлынул поток вьетнамских беженцев, для содержания которых власти были вынуждены открыть несколько лагерей. В январе 1978 года департамент тюрем взял под свой контроль лагерь вьетнамских беженцев Кайтак. В марте 1979 года был открыт отдел расследования жалоб заключённых.
В феврале 1980 года тюремный департамент Гонконга организовал первую Азиатско-Тихоокеанскую конференцию администраторов исправительных учреждений. В мае 1980 года открылось исправительное учреждение для молодых преступниц женского пола. В 1981 году из тюремных правил были удалены телесные и диетические наказания. В феврале 1982 года тюремный департамент Гонконга был переименован в департамент исправительных услуг, стремясь таким образом подчеркнуть свой упор на реабилитацию преступников. В июле 1983 года открылся Феникс-хаус — первое общежитие для вставших на путь исправления молодых правонарушителей, в августе 1984 года открылся Баугиния-хаус — первое общежитие для реабилитации женщин.
В марте 1985 года в Гонконге состоялась первая встреча администраторов исправительных учреждений Содружества наций. В 1986 году молодые заключённые исправительного учреждения Пикъук впервые приняли участие в сдаче школьных экзаменов под наблюдением правительственных экспертов. В феврале 1988 года Гонконг присоединился к Соглашению по перемещению приговорённых лиц, разработанному в Страсбурге в 1983 году. В июле 1988 года вступили в силу первые схемы по досрочному освобождению заключённых (Supervision Scheme и Pre-release Employment Scheme). В декабре 1989 года началась репатриация первой партии вьетнамских беженцев из Гонконга. В ноябре 1990 года телесное наказание в гонконгских тюрьмах было окончательно запрещено. В феврале 1995 года открылся Пеликан-хаус — первое общежитие для реабилитации взрослых мужчин.
В октябре 1995 года программа домов (общежитий) для вставших на путь исправления была расширена на молодых правонарушителей, осуждённых за незаконный оборот наркотиков. В ноябре 1996 года начала действовать схема обязательного наблюдения за вышедшими на свободу взрослыми заключёнными (Post-Release Supervision of Prisoners Scheme). В январе 1997 года вышло постановление о рассмотрении длительных тюремных приговоров, согласно которому были проверены все неоднозначные приговоры и длительные сроки для многих категорий заключённых. В мае 1997 года были приняты поправки, которые значительно ослабили ограничения на корреспонденцию заключённых. В июле 1997 года был утверждён новый герб департамента исправительных услуг.
В январе 1998 года было создано новое подразделение, занимающееся реабилитацией бывших заключённых. В марте 1998 года вступила в силу поправка к уголовному кодексу, согласно которой заключённые, совершившие убийство в подростковом возрасте и приговорённые к пожизненному заключению, могли рассчитывать на смягчение приговора по специальному решению Верховного суда. В сентябре 1998 года при психиатрическом центре Сиулам открылся блок оценки и лечения сексуальных преступников. В апреле 1999 года департамент исправительных услуг ввёл в штат должность, отвечающую за программы по охране окружающей среды.
В июне 1999 года на острове Хэйлинчау открылся новый кинологический комплекс департамента исправительных услуг. В октябре 1999 года открылось новое исправительное учреждение Паксавань. В том же месяце стартовала масштабная кампания, призванная поощрить общество к тому, чтобы дать реабилитированным преступникам второй шанс в жизни. В ноябре 1999 года был создан Комитет общественной поддержки реабилитированных преступников. В декабре 1999 года гонконгская индустрия исправительных услуг получила сертификат качества ISO 9002.

### С 2000 года
В августе 2000 года отдел расследования жалоб заключённых и подразделение инспекции и управления были награждены сертификатом качества ISO 9002. В феврале 2001 года подразделение персонала и обучения было реорганизовано и переименовано в подразделение человеческих ресурсов, в январе 2002 года подразделение инспекции и управления было переименовано в подразделение обеспечения качества. В июле 2002 года было подписано постановление о создании реабилитационных центров (тогда же заработал первый такой центр — Лайчи на острове Лантау). В том же месяце тюремный комплекс на острове Хэйлинчау получил за свою систему экологического контроля стандарт ISO 14001. В ноябре 2002 года в Стэнли, рядом с одноимённой тюрьмой и учебным институтом тюремного персонала, открылся Музей департамента исправительных услуг.
Также в ноябре 2002 года была основана благотворительная организация «Ассоциация заботы о реабилитированных преступниках», главной целью которой стало донести до общества проблемы и потребности бывших заключённых, а также организовать им помощь в адаптации к жизни на свободе. В сентябре 2003 года гонконгский институт подготовки кадров департамента исправительных услуг подписал соглашение о сотрудничестве с материковым центральным институтом исправительной полиции. В декабре 2003 года департамент провёл в Гонконге 23-ю Азиатско-Тихоокеанскую конференцию администраторов исправительных учреждений, в которой приняли участие около 100 делегатов из 25 стран. 
В феврале 2005 года система хранения и распределения лекарств в психиатрическом центре Сиулам была награждена свидетельством ISO 9001. В марте 2005 года в Гонконге прошёл 2-й Гуандун—Гонконгский тюремный форум. В этом же месяце исправительное учреждение Лову закрылось и позже было перенесено в другое место. В августе 2005 года открылся иммиграционный центр Кастл-Пик-Бей. В декабре 2005 года прекратило работу старейшее пенитенциарное учреждение Гонконга — тюрьма Виктория.
В июле 2006 года начало работу исправительное учреждение Лайчикок, а при исправительном учреждении Лайсань открылся центр профессионально-технического обучения. В мае 2008 года закрылось исправительное учреждение Тайтам-Гап, которое позже было перенесено в другое место, и начало работу исправительное учреждение Лайкин. В феврале 2009 года промышленная секция департамента была реорганизована в секцию промышленности и профессионального обучения, подчинённую подразделению реабилитации. В июне 2009 года центр заключения Сачёй был переименован в исправительное учреждение. В октябре 2009 года были приняты поправки в гонконгское законодательство, согласно которым заключённым, имеющим права избирателей, разрешили голосовать на выборах в местные органы власти (первые выборы в исправительных учреждениях Гонконга прошли в 2013 году).
В январе 2010 года в тюрьме Пикъук открылся современный производственно-учебный комплекс. В феврале 2010 года тюрьма Мапоупин и центр Тхонфук были объединены в исправительное учреждение среднего уровня безопасности Тхонфук, а отдельный блок центра лечения от наркозависимости Хэйлинчау был преобразован в женское исправительное учреждение Нэйку. В апреле 2010 года иммиграционный центр Кастл-Пик-Бей перешёл в подчинение иммиграционного департамента Гонконга (впрочем, сотрудники департамента исправительных услуг продолжают работать в центре, охраняя блоки для задержанных нелегальных иммигрантов). В августе 2010 года после капитальной реконструкции открылось обновлённое исправительное учреждение Лову, а в марте 2011 года в нём открылась психологическая гимназия.
В апреле 2011 года в Гонконге прошёл очередной тюремный форум пенитенциарных департаментов Пекина, Гуандуна, Гонконга и Макао. В марте 2012 года открылся новый блок для арестованных в центре приёма Лайчикок. В январе 2013 года исправительное учреждение Тунтхау стало первой «некурящей» тюрьмой для взрослых мужчин в Гонконге. В марте 2013 года при тюрьме Лайчикок открылся второй в Гонконге центр психологических услуг для персонала и членов их семей. В апреле 2013 года в исправительном учреждении Лову стартовала программа по сокращению пищевых отходов в пищеблоке. В июне 2013 года при департаменте открылся первый центр сбора экземпляров мочи заключённых.

## Департамент исправительных услуг
Департамент исправительных услуг Гонконга является главным учреждением гонконгского правительства в области исполнения уголовных наказаний, а также в сфере реабилитации бывших заключённых. Департамент реализует широкий диапазон программ, направленных на исправление и реабилитацию различных типов заключённых — рецидивистов, впервые осуждённых, подростков и наркозависимых. По состоянию на 2013 год в департаменте работало более 6,8 тыс. сотрудников.
Штаб-квартира департамента расположена в небоскрёбе Ваньчай-тауэр (район Ваньчай). Департамент заключил меморандумы о сотрудничестве с пенитенциарными ведомствами Канады (2001), Сингапура (2003), Кореи (2005), Макао (2006) и Гуандуна (2014). Он проводит регулярные форумы и семинары с пенитенциарными департаментами Пекина, Гуандуна и Макао, а также спортивные соревнования между сотрудниками из Гонконга, Макао и Гуандуна. Тесное сотрудничество налажено между департаментом и центром криминологии Гонконгского университета, Китайским университетом Гонконга, Городским университетом Гонконга, Открытым университетом Гонконга, Гонконгским политехническим университетом, Гонконгским обществом реабилитации и предотвращения преступности, Комитетом предпринимателей в поддержку реабилитированных преступников, Комитетом общественной поддержки реабилитированных преступников. Департамент исправительных услуг Гонконга считается одной из лучших социально ответственных организаций города и одним из самых ответственных работодателей. 

### Структура
Во главе департамента стоят комиссар и его заместитель, которым подчиняются гражданский секретарь и четыре помощника комиссара, отвечающие за операционную деятельность, реабилитацию заключённых, обеспечение качества и человеческие ресурсы соответственно. Гражданскому секретарю подчиняются секция по связям с общественностью и внешним делам, административная секция, секция учёта, секция статистики и исследований, секция работы и планирования, секция внедрения технологий.
Помощнику комиссара по операционной деятельности подчиняются секция уголовной администрации, секция здравоохранения и секция уголовных операций (в непосредственном подчинении у последней секции находятся все исправительные учреждения, а также группа сопровождения и поддержки). Помощнику комиссара по реабилитации подчиняются секция промышленности и профессионального обучения, секция психологических услуг и секция реабилитации (последней подчинены три дома-общежития для бывших заключённых, выпущенных под наблюдение и вставших на путь исправления).
Помощнику комиссара по обеспечению качества подчиняются отдел инспекции и безопасности, отдел расследования жалоб и отдел управленческих услуг. Помощнику комиссара по человеческим ресурсам подчиняются институт подготовки персонала и отдел по работе с кадрами и социальной политике (этот отдел занимается в том числе и оказанием психологической помощи сотрудникам департамента). Основную массу персонала составляют суперинтенданты, офицеры, помощники офицера, инструкторы, помощники офицера по образованию и клинические психологи. Недавно принятый на работу офицер или помощник офицера проходят соответственно 26 или 23-недельную начальную подготовку, в том числе практику в исправительных учреждениях. После сдачи экзаменов и подписания контракта офицеры и их помощники регулярно проходят в институте курсы повышения квалификации, учебные курсы специалиста и командные курсы, а также дистанционно обучаются с помощью электронных программ.
Группа сопровождения и поддержки отвечает за перевозку заключённых в суды, государственные больницы, между учреждениями, а также оказывает поддержку офицерам департамента во время чрезвычайных ситуаций (бунтов, беспорядков, пожаров и побегов). Кроме того, группа охраняет заключённых в камерах временного содержания в судах (в Высшем апелляционном суде и окружных судах), в транзитном центре Куньтона, в спецблоках государственных больниц королевы Марии и королевы Елизаветы. В кинологической службе департамента числится более 60 собак, в обязанности которых входит патрулирование периметра учреждений и обнаружение наркотиков.
Для персонала департамента и членов их семей существуют центры здравоохранения Лайчикок и Стэнли, в которых, в том числе, им оказывают квалифицированную психологическую помощь. В 2012 — 2013 финансовом году основными статьями расходов департамента были закупка товаров и оборудования — 39,42 млн долларов, униформа заключённых — 10,56 млн долларов, униформа персонала — 9,55 млн долларов. Доход департамента составил 60 млн долларов, в том числе 51 млн долларов арендной платы за пользование служебных жильём.
На вооружении офицеров департамента находятся резиновые дубинки, газовые баллончики, газовые пистолеты, винтовки с резиновыми пулями, а также револьверы Smith & Wesson 10, ружья Remington 870 и карабины Ruger Mini-14 (летальное оружие могут использовать только охранники на вышках в тюрьмах максимального уровня безопасности, офицеры, конвоирующие заключённых в другие учреждения, и офицеры, участвующие в преследовании беглеца или подавлении беспорядков). Комиссар департамента исправительных услуг (наряду с начальниками полиции, пожарного департамента, иммиграционного департамента, департамента таможни и акцизов, службы гражданской помощи и службы медицинской помощи) подчиняется секретарю по безопасности правительства Гонконга.

## Исправительные учреждения
По состоянию на 2013 год департамент исправительных услуг Гонконга управлял 25 учреждениями минимального, среднего и максимального уровня безопасности, включая тюрьмы, центры приёма, психиатрический центр, центры заключения, обучения, реабилитации и лечения от наркотической зависимости. 10 учреждений предназначены для взрослых мужчин (3 — максимального уровня безопасности, 3 — среднего и 4 — минимального), 6 учреждений — для молодых преступников мужского пола (1 — максимального уровня безопасности, 1 — минимального, 1 — центр заключения, 1 — учебный центр и 2 — реабилитационные центры), 3 учреждения — для молодых преступниц женского пола (1 — учебный центр и 2 — реабилитационные центры), 2 учреждения — для взрослых женщин. Шесть из этих исправительных учреждений принимают также арестованных мужчин и женщин различных возрастных групп, ожидающих решения суда. Кроме того, департамент управляет смешанным психологическим центром и тремя учреждениями, где лечат от наркотической зависимости (два — для лиц мужского пола и одно — для лиц женского пола). 
Люди, приговорённые к заключению, распределяются по исправительным учреждениям согласно полу, возрасту и рейтингу безопасности, который учитывает тяжесть совершённого преступления, степень опасности для окружающих, является ли человек рецидивистом или впервые осуждённым. Все взрослые заключённые, признанные департаментом физически здоровыми, обязаны работать шесть дней в неделю. Распределение по рабочим местам производится с учётом наличия специальности, рейтинга безопасности, баланса предложений и личных предпочтений заключённого. За работу заключённые получают доход, который можно использовать для покупки одобренных властями изделий или дополнительного питания в столовой (средства гигиены, витамины, письменные принадлежности, снэки и напитки).
Осуждённые молодые люди мужского и женского пола обязаны участвовать в программе реабилитации, состоящей из образования (пол дня) и освоения рабочих профессий (пол дня). Кроме того, им доступны занятия спортом, музыкой и танцами, чтение, шахматы и театральные постановки. Молодые правонарушители, определённые в учебные центры, пребывают там от 6 месяцев до 3 лет, а после освобождения 3 года находятся под обязательным наблюдением. Молодые преступники, определённые в центр заключения, пребывают там от 1 до 6 месяцев (в возрасте между 14 годами и 21 годом) или от 3 до 12 месяцев (в возрасте от 21 года до 25 лет), а после освобождения год находятся под наблюдением. В реабилитационных центрах молодые правонарушители пребывают от 3 до 9 месяцев, а после освобождения год находятся под наблюдением. 
Наркоманы, приговорённые судами к лечению, обязаны пройти курс в специальном центре (от 2 до 12 месяцев с годовым наблюдением после освобождения). Программа лечения включает строгую дисциплину, терапию и физический труд. Для наркоманов, находящихся в обычных учреждениях, и заключённых, заподозренных в наркомании, обязательны регулярные тесты мочи на содержание наркотиков. В психиатрическом центре оценку и экспертизу для судов делают приходящие психиатры, работающие в государственных больницах. Диета заключённого рассчитывается согласно религиозным требованиям и установленным властями нормам. Ожидающие суда заключённые при желании могут отказаться от тюремной столовой и заказывать еду в специальных ресторанах, получивших лицензию департамента.
Заключённым доступны телевидение, газеты и библиотечные фонды, они могут участвовать в доступных религиозных церемониях, отправлять и получать неограниченное количество писем, могут по согласованию с администрацией претендовать на посещения родственниками (тех заключённых, которых не посещают семьи, могут проведывать члены аккредитованных у властей волонтёрских организаций). Молодым преступникам предоставляются обязательное образование и программы профессионального обучения, тогда как взрослые заключённые обучаются вечером на добровольной основе. Все заключённые могут претендовать на получение образовательных субсидий и грантов, покрывающих стоимость обучения, книг и других учебных материалов. По окончании курсов желающие сдают экзамены международного образца.
Арестованных родственники и друзья могут посещать ежедневно. Каждое посещение не должно превышать 15 минут, число посетителей не должно быть больше двух человек (включая младенцев и детей). Осуждённых родственники и друзья могут посещать два раза в месяц. Каждое посещение не должно превышать 30 минут, число посетителей не должно быть больше трёх человек (включая младенцев и детей). Посетитель, навещающий арестованного или заключённого впервые, обязан пройти процедуру идентификации. Для близких, которые испытывают трудности с прибытием в исправительное учреждение (например, из-за возраста, состояния здоровья или беременности), администрация может организовать видеоконференцию с заключённым. Заключённый, нарушающий дисциплину и тюремные правила, может быть лишён на некоторое время права на посещение близкими. 
Раз в две недели или ежемесячно (в зависимости от типа учреждения) каждую тюрьму посещают два мировых судьи. Они расследуют жалобы заключённых, изучают условия проживания и питания заключённых на предмет соответствия нормам. Визиты происходят на выбор судей без предварительного уведомления администрации тюрьмы. На всей территории учреждений (включая карцеры) расположены стенды с инструкциями, где разъясняются основные права заключённых и имеются координаты, куда заключённый может пожаловаться. Эти инструкции печатаются на основных языках общения заключённых Гонконга (китайском, английском и вьетнамском). Вся корреспонденция между заключёнными и законодателями, мировыми судьями и омбудсменом не может быть прочитана или даже вскрыта на предмет контрабанды без присутствия заключённого. 
Обычно исправительное учреждение состоит из жилого блока (общежития), кухни, столовой, прачечной, производственных цехов, зоны отдыха, спортзала, медицинской части, библиотеки и служебных помещений персонала (администрации, психологов, учителей, врачей и охранников); некоторые учреждения имеют скверы и внешние участки озеленения.
Все исправительные учреждения распределены по географическому принципу на пять групп. Численность находящихся в учреждениях приведена по состоянию на июнь 2014 года: 

### Остров Гонконг
- Тюрьма Стэнли (Stanley Prison) предназначена для размещения взрослых мужчин с длительными сроками, в том числе осуждённых к пожизненному заключению. Это крупнейшее учреждение максимального уровня безопасности, основанное в 1937 году. Расположено в районе Стэнли. Вместимость — 1 511 человек, содержалось — 1 141 заключённый[42][43][44].
- Исправительное учреждение Паксавань (Pak Sha Wan Correctional Institution) предназначено для размещения взрослых мужчин. Это учреждение среднего уровня безопасности, основанное в 1999 году. Расположено в районе Стэнли. Вместимость — 424 человека, содержалось — 344 заключённых[45][43][44].
- Исправительное учреждение Тунтхау (Tung Tau Correctional Institution) предназначено для размещения взрослых мужчин с низким риском угрозы. Это учреждение минимального уровня безопасности, основанное в 1982 году. Расположено в районе Стэнли. Вместимость — 452 человека, содержалось — 288 заключённых[46][43][44].
- Тюрьма Махан (Ma Hang Prison) предназначена для размещения взрослых мужчин и пожилых заключённых с низким риском угрозы. Это учреждение минимального уровня безопасности, основанное в 1974 году. Расположено в районе Стэнли. Вместимость — 220 человек, содержалось — 148 заключённых[47][43][44].
- Исправительное учреждение Кейп-Коллинсон (Cape Collinson Correctional Institution) предназначено для размещения молодых преступников мужского пола. Это учреждение минимального уровня безопасности (учебный центр), основанное в 1958 году. Расположено в районе Сэкъоу. Вместимость — 192 человека, содержалось — 158 заключённых[48][43][44].
- Исправительное учреждение Тайтам-Гап (Tai Tam Gap Correctional Institution) предназначено для размещения молодых преступников мужского пола. Это учреждение минимального уровня безопасности, основанное в 2014 году на месте бывшего реабилитационного центра Лайчи. Расположено в районе Сэкъоу. Вместимость — 160 человек, содержалось — 96 заключённых[49][43][44].

### Коулун
- Центр приёма Лайчикок (Lai Chi Kok Reception Centre) предназначен для размещения взрослых мужчин, ожидающих суда (подследственных всех категорий, нелегальных иммигрантов, должников по гражданским искам, заключённых, подавших апелляцию), а также недавно осуждённых, которые ждут классификации и распределения в соответствующие учреждения, нарушителей тюремного режима и режима центров по лечению наркозависимости. Это учреждение максимального уровня безопасности, основанное в 1977 году. Расположено в районе Лайчикок. Вместимость — 1 484 человека, содержалось — 1 139 арестованных и 345 заключённых[50][43][44].
- Реабилитационный центр Лайхан (Lai Hang Rehabilitation Centre) предназначен для размещения молодых преступников мужского пола, которые прошли первую фазу обучения в реабилитационном центре Лайчи. Это учреждение минимального уровня безопасности, основанное в 2002 году. Расположено в районе Коулун-Тхон. Вместимость — 70 человек, содержалось — 29 заключённых[51][43][44].

### Новые территории
- Исправительное учреждение Пикъук (Pik Uk Correctional Institution) предназначено для размещения арестованных и осуждённых молодых преступников мужского пола. Это учреждение максимального уровня безопасности (действует в качестве центр приёма, учебного центра и тюрьмы), основанное в 1975 году. Расположено в районе Клир-Уотер-Бей. Вместимость — 385 человек, содержалось — 180 заключённых и 166 арестованных[52][43][44].
- Психиатрический центр Сиулам (Siu Lam Psychiatric Centre) предназначен для размещения психически больных заключённых мужского и женского пола (отдельные блоки), а также арестованных мужчин и женщин, которым требуется психиатрическая экспертиза или помощь, жестоких заключённых, представляющих опасность для окружающих и персонала, находящихся под защитой свидетелей. Это учреждение максимального уровня безопасности, основанное в 1972 году. Расположено в районе Сиулам. Вместимость — 261 человек, содержалось — 210 заключённых и 65 арестованных[53][43][44].
- Женский центр Тайлам (Tai Lam Centre for Women) предназначен для размещения арестованных и осуждённых взрослых женщин, а также женщин, находящихся в центре лечения от наркозависимости. Это учреждение максимального уровня безопасности (функционирует как центр предварительного заключения и тюрьма), основанное в 1969 году. Расположено в районе Тайламчхун. Вместимость — 263 человека, содержалось — 100 арестованных и 93 заключённых[54][43][44].
- Исправительное учреждение Лову (Lo Wu Correctional Institution) предназначено для размещения арестованных и осуждённых взрослых женщин. Это учреждение среднего (два крыла) и минимального (одно крыло) уровня безопасности, основанное в 2010 году. Расположено в районе Сёнсёй. Вместимость — 1 400 человек, содержалось — 1 069 заключённых и 169 арестованных[55][43][44].
- Исправительное учреждение Тайлам (Tai Lam Correctional Institution) предназначено для размещения взрослых рецидивистов мужского пола с небольшими сроками. Это учреждение минимального уровня безопасности, основанное в 1980 году. Расположено в районе Тайламчхун. Вместимость — 706 человек, содержалось — 490 заключённых[56][43][44].
- Тюрьма Пикъук (Pik Uk Prison) предназначена для размещения взрослых мужчин. Это учреждение минимального уровня безопасности, основанное в 1975 году. Расположено в районе Клир-Уотер-Бей. Вместимость — 550 человек, содержалось — 370 заключённых[57][43][44].
- Исправительное учреждение Лайкин (Lai King Correctional Institution) предназначено для размещения арестованных и осуждённых молодых преступниц женского пола, а также находящихся в центре лечения от наркозависимости. Это учреждение минимального уровня безопасности (функционирует как центр приёма, учебный центр и тюрьма), основанное в 2008 году. Расположено в районе Кхуайчхун. Вместимость — 200 человек, содержалось — 53 заключённых и 18 арестованных[58][43][44].
- Реабилитационный центр Чилань (Chi Lan Rehabilitation Centre) предназначен для размещения молодых преступниц женского пола, которые проходят здесь первую фазу обучения. Это учреждение минимального уровня безопасности, основанное в 2002 году и переведённое из Сэкъоу в нынешнее местоположение в 2008 году. Расположено в районе Кхуайчхун. Вместимость — 40 человек, содержалось — 9 заключённых[59][43][44].
- Реабилитационный центр Вайлань (Wai Lan Rehabilitation Centre) предназначен для размещения молодых преступниц женского пола, которые прошли первую фазу обучения в реабилитационном центре Чилань. Это учреждение минимального уровня безопасности, основанное в 2002 году. Расположено в районе Тайламчхун. Вместимость — 24 человека, содержалось — 3 заключённых[60][43][44].

### Остров Лантау
- Тюрьма Сэкпик (Shek Pik Prison) предназначена для размещения взрослых мужчин со средними и длительными сроками, включая приговорённых к пожизненному заключению. Это учреждение максимального уровня безопасности, основанное в 1984 году. Вместимость — 426 человек, содержалось — 405 заключённых[61][43][44].
- Исправительное учреждение Тхонфук (Tong Fuk Correctional Institution) предназначено для размещения взрослых мужчин. Это учреждение среднего уровня безопасности, основанное в 1984 году и переведённое в нынешнее местоположение в 2010 году. Вместимость — 925 человек, содержалось — 714 заключённых[62][43][44].
- Исправительное учреждение Сачёй (Sha Tsui Correctional Institution) предназначено для размещения молодых преступников мужского пола, проходящих здесь обучение. Это учреждение минимального уровня безопасности (центр заключения со строгой дисциплиной и тяжёлой физической работой), основанное в 1972 году. Вместимость — 121 человек, содержалось — 54 заключённых[63][43][44].
- Реабилитационный центр Лайчи (Lai Chi Rehabilitation Centre) предназначен для размещения молодых преступников мужского пола, которые проходят здесь первую фазу обучения. Это учреждение минимального уровня безопасности, основанное в 2002 году (переведено в нынешнее местоположение из Сэкъоу с сохранением старого названия). Вместимость — 90 человек, содержалось — 26 заключённых[64][43][44].

### Остров Хэйлинчау
- Исправительное учреждение Хэйлинчау (Hei Ling Chau Correctional Institution) предназначено для размещения взрослых мужчин со средним риском угрозы. Это учреждение среднего уровня безопасности, основанное в 1994 году. Вместимость — 532 человека, содержалось — 362 заключённых[65][43][44].
- Центр лечения от наркозависимости Хэйлинчау (Hei Ling Chau Addiction Treatment Centre) предназначен для размещения взрослых наркоманов мужского пола. Это учреждение минимального уровня безопасности, основанное в 1975 году. Вместимость — 672 человека, содержалось — 473 заключённых[66][43][44].
- Исправительное учреждение Лайсань (Lai Sun Correctional Institution) предназначено для размещения молодых наркоманов мужского пола. Это учреждение минимального уровня безопасности, основанное в 1984 году. Вместимость — 164 человека, содержалось — 44 заключённых[67][43][44].
- Исправительное учреждение Нэйку (Nei Kwu Correctional Institution) предназначено для размещения взрослых женщин, а также взрослых и молодых наркоманов женского пола (отдельные блоки). Это учреждение минимального уровня безопасности, основанное в 2002 году и переведённое в нынешнее местоположение в 2010 году. Вместимость — 236 человек, содержалось — 145 заключённых[68][43][44].

### Закрытые лагеря и исправительные учреждения
Первый лагерь вьетнамских беженцев был открыт в Гонконге в 1973 году возле аэропорта Кайтак, в 1988 году были открыты ещё четыре центра заключения — возле авиабазы Сэккон, в районе Маоньсань, на островах Хай-айленд и Тайачау. В октябре 1991 года в колонии насчитывалось более 64 тыс. вьетнамцев, просивших убежища, что подтолкнуло власти к более масштабной репатриации. Первым в 1992 году закрылся центр возле базы Сэккон, затем в 1996 году закрылся центр на острове Тайачау, в начале 1998 года закрылись лагерь в Кайтак и центр в Маоньсань. В мае 1998 года был закрыт последний центр содержания вьетнамских беженцев на острове Хай-айленд.
В декабре 2005 года прекратило работу старейшее пенитенциарное учреждение Гонконга — тюрьма Виктория (официально была списана в марте 2006 года). Она открылась в августе 1841 года и до постройки тюрьмы Стэнли в 1937 году здесь приводились в исполнение все приговоры о наказании преступников. В 1941 году тюрьма сильно пострадала во время японского вторжения, в 1946 году вновь открылась после ремонта. В 1970-х годах тюрьма Виктория превратилась в главный центр транзита и репатриации вьетнамских беженцев. В тюремный комплекс входили административный блок, корпуса с камерами, кухня, столовые, больница, прачечная и печатный цех. В сентябре 1995 года она была объявлена историческим памятником. Здание всё ещё сохраняет фасад викторианской эпохи, построенный из гранита и кирпича.

### Статистика
Среднесуточная численность обитателей исправительных учреждений Гонконга в 2013 году составляла 9 240 человек (в 2004 году — 13 138 человек), в том числе арестованных — 1 567 (в 2004 году — 1 555), заключённых в тюрьмах — 6 492 (в 2004 году — 10 119), обитателей центров лечения от наркозависимости — 790 (в 2004 году — 702), обитателей учебных центров — 200 (в 2004 году — 283), обитателей центров заключения — 53 (в 2004 году — 169), обитателей реабилитационных центров — 105 (в 2004 году — 128).
В 2013 году 7 728 взрослых мужчин, 3 405 взрослых женщин, 267 молодых мужчин (до 21 года) и 87 молодых женщин (до 21 года) были приговорены к заключению, 6 506 взрослых мужчин, 1 957 взрослых женщин, 1 228 молодых мужчин (до 21 года) и 202 молодые женщины (до 21 года) были арестованы, 121 молодой мужчина и 7 молодых женщин были определены в учебные центры, 116 молодых мужчин (до 25 лет) были определены в центр заключения, 125 молодых мужчин и 31 молодая женщина были определены в реабилитационные центры, 1 030 взрослых и 193 молодых осуждённых (в том числе 932 мужчины и 291 женщина) были направлены в центры лечения от наркотической зависимости.

## Медицинские и реабилитационные учреждения
Начальные медицинские услуги и услуги здравоохранения круглосуточно предоставляются во всех учреждениях департамента (в этой сфере департамент исправительных услуг находится в тесном сотрудничестве с департаментом здравоохранения Гонконга). Все новоприбывшие обязательно подвергаются медицинскому осмотру и помещаются в карантин (также их проверяют на наличие инфекционных заболеваний). Страдающие от абстинентного синдрома проходят детоксикацию в специальной больнице. Заключённые, которым требуется интенсивная медицинская помощь (например, хирургическая операция, услуги стоматолога и ортопеда) или консультация специалиста, которого нет в данном исправительном учреждении, под конвоем направляются в специальные блоки государственных больниц. Дородовая и послеродовая помощь оказывается женщинам в учреждениях, но младенцев обычно оставляют в государственных больницах до освобождения матери. 
Кроме исправительных учреждений, департамент исправительных услуг Гонконга управляет также тремя домами для вставших на путь исправления (halfway house) и двумя блоками для заключённых в государственных больницах, которые позволяют предоставить услуги в общей сложности 9,2 тыс. человек (среднесуточная численность жителей трёх домов в 2013 году составляла 33 человека, в 2009 году — 53 человека, в 2004 году — 47 человек). Реабилитированные преступники, выпущенные под наблюдение из центра задержания, учебного центра или центра лечения от наркотической зависимости, а также имеющие специальные потребности, могут на определённый срок быть размещёнными в домах (общежитиях) для вставших на путь исправления. Также здесь могут поселиться освободившиеся заключённые, временно не имеющие жилья. Днём все обитатели общежития ходят на работу или учёбу, а на ночь возвращаются обратно (в выходные и праздники соблюдающие дисциплину могут оставаться в семьях). После определённого срока жильцам общежития разрешается переехать домой, но они всё равно находятся под наблюдением властей.
- Пеликан-хаус (Pelican House) предназначен для размещения взрослых мужчин, выпущенных под наблюдение из центров лечения от наркозависимости, а также из тюрем по различным программам досрочного освобождения. Основан в 1995 году, переведён в нынешнее местоположение в 2004 году, расположен в районе Коулун-Тхон. Вместимость — 40 человек[76].
- Феникс-хаус (Phoenix House) предназначен для размещения молодых мужчин, прошедших центры заключения, учебные центры или центры лечения от наркозависимости. Основан в 1983 году, расположен в районе Коулун-Тхон. Вместимость — 30 человек[77].
- Баугиния-хаус (Bauhinia House) предназначен для размещения женщин, выпущенных под наблюдение из учебных центров или центров лечения от наркозависимости, а также из тюрем по различным программам досрочного освобождения. Основан в 1984 году, переведён в нынешнее местоположение в 2002 году, расположен в районе Тайламчхун (на территории реабилитационного центра Вайлань). Вместимость — 24 человека[78].
- Палаты для осуждённых больницы королевы Марии предназначены для размещения взрослых заключённых мужского пола. Основаны в 1991 году, расположены в районе Покфулам. Вместимость — 22 больничные койки[79].
- Палаты для осуждённых больницы королевы Елизаветы предназначены для размещения взрослых заключённых мужского и женского пола. Основаны в 1992 году, расположены в районе Яуматэй. Вместимость — 24 больничные койки[80].

## Другие места заключения
Задержанные в Гонконге нелегальные иммигранты или нарушители визового режима доставляются для проверки и фильтрации в небоскрёб Иммигрейшн-тауэр в районе Ваньчай, где имеются несколько камер предварительного содержания, или в центр заключения Матхаукок (работает с февраля 1998 года, вместимость — 87 человек). Нелегальные иммигранты, совершившие уголовные преступления, этапируются в центр приёма Лайчикок, а те, кто ждёт депортации за пределы Гонконга или подал апелляцию, содержатся в иммиграционном центре Кастл-Пик-Бей (работает с августа 2005 года, вместимость — 400 человек, которых совместно опекают сотрудники иммиграционного департамента и департамента исправительных услуг).
Кроме того, камеры временного содержания имеются во всех окружных полицейских участках и региональных штаб-квартирах полиции Гонконга (региональные управления острова Гонконг, западного и восточного Коулуна, северных и южных Новых Территорий, морского региона), в некоторых отдельных подразделениях полиции (например, в Бюро по борьбе с организованной преступностью и триадами или в Бюро по борьбе с наркотиками), а также в Высшем апелляционном суде и окружных судах. Свои отдельные камеры предварительного заключения для нарушителей дисциплины имеет гонконгский гарнизон Народно-освободительной армии Китая.

## Система надзора
Определённые категории находящихся в процессе реабилитации преступников (как ожидающих освобождение, так и вышедших из мест заключения) различные сроки находятся под наблюдением. По состоянию на 2013 год с помощью общественных организаций и советов департамент исправительных услуг Гонконга вёл наблюдение за 2,3 тыс. бывших заключённых, пытаясь таким образом предотвратить рецидив преступлений с их стороны. Инспекторы посещают дома и рабочие места, контролируя условия досрочного освобождения, проводят тесты на наркотики. Показателем успешности программы надзора является процент бывших преступников, которые совершили повторные преступления или вновь начали принимать наркотики (в среднем в течение года более 1,1 тыс. человек нарушают условия нахождения под надзором).
Некоторые молодые преступники, содержащиеся в центре заключения, обучения, реабилитации или лечения от наркозависимости, имеют возможность под надзором департамента посещать свои семьи или устраиваться на дневную работу на свободе (вечером они обязаны вернуться в учреждение и отметиться у дежурного).

## Тюремное производство
По состоянию на 2013 год в среднем более 4,6 тыс. заключённых были ежедневно заняты в производственном секторе департамента исправительных услуг (все физически здоровые взрослые заключённые должны работать шесть дней в неделю). Более 130 цехов исправительных учреждений Гонконга производят дорожные знаки и указатели, непромокаемую обувь и ремни для тюремного персонала, деревянную мебель для правительственных офисов и школ, различную спецодежду и униформу (в том числе для полиции, тюремного персонала и заключённых), медицинские маски, постельное бельё и халаты для государственных больниц, пластмассовые уличные урны и контейнеры для мусора, пластиковые столы и стулья, металлические ограждения, дорожную плитку и бордюры, папки и конверты для правительственных департаментов. Также заключённые стирают и гладят бельё и униформу государственных больниц и пожарной службы, переплетают и ламинируют старые книги из публичных библиотек, школ и университетов, печатают книги и журналы. 
В 2013 году департамент произвёл товаров и услуг на 364 млн долларов по рыночным ценам (с учётом услуг по обслуживанию территории совокупная коммерческая стоимость превысила 379 млн долларов). Среди продукции — 14 млн масок для департамента здравоохранения, больничного управления, пожарного департамента, департамента гигиены продуктов и окружающей среды, 400 комплектов мебели для больницы Северного Лантау, более 2 500 наборов металлических ограждений, 30 тыс. уличных плит и бордюров, 2 500 квадратных метров рефлексивных указателей и 7 500 дорожных знаков для автодорог и велосипедных дорожек. Три коммерческие прачечные и цех дорожных знаков в тюрьме Стэнли получили сертификацию ISO 9001, цех кожаных изделий в тюрьме Стэнли имеет лабораторию для тестов на водонепроницаемость, графические цеха в тюрьмах Стэнли и Лову оборудованы самым современным компьютерным оборудованием. В 2013 году новое оборудование было установлено в швейных цехах исправительных учреждений Лову и Тунтхау, а также в металлообрабатывающем цеху исправительного учреждения Тайлам.
В 1996 году почти 150 цехов департамента произвели товаров и услуг на 431 млн долларов (в 1995 году — на 398 млн). В некоторых цехах были налажены простейшие операции, требующие большого числа занятых (например, ручное производство ватных тампонов), на некоторых станках работало по два-три человека вместо одного необходимого. Зарплата заключённых была минимальной, а 10 % дохода удерживалось в пользу государства.

## Социальные программы
Важнейшей составляющей реабилитации заключённых является их профессионально-техническое обучение, приобретение навыков и рабочих специальностей, которые помогут на свободе повторно интегрироваться в общество и увеличат шанс на трудоустройство. Департамент подготовил несколько ориентированных на рынок программ обучения, которые получили необходимую аккредитацию (дипломы и сертификаты департамента признаются всеми государственными и частными организациями Гонконга). Для молодых заключённых профессионально-техническое обучение обязательно; кроме того, им предлагается неполный рабочий день.
Среди получаемых в исправительных учреждениях профессий — слесари, плотники, крановщики, строители, кассиры, продавцы, официанты, повара и таксисты. В получении профессионально-технического обучения финансово помогают Образовательный трастовый фонд заключённых, основанный в декабре 1995 года, фонд Новая жизнь, основанный в феврале 2009 года, Образовательный субсидийный фонд заключённых, основанный в марте 2009 года, фонд Ассоциации заботы о реабилитируемых преступниках, основанный в марте 2011 года, и Образовательный фонд ангела, основанный в январе 2013 года. Кроме профессионально-технического обучения, для молодых заключённых обязательно и дневное среднее образование, которое помогает улучшить их академические стандарты и позволяет сдать экзамены по местным или международным нормам. Для взрослых заключённых на добровольной основе существуют многочисленные учебные группы, курсы дистанционного обучения и кружки по интересам, которые ведут аккредитованные волонтёры из числа членов общественных или религиозных организаций. 
Департамент исправительных услуг Гонконга с помощью пропаганды, образовательных лекций и курсов активно продвигает в исправительных учреждениях антитабачную политику правительства, всячески поощряя заключённых, бросивших курить. С января 2013 года исправительное учреждение Тунтхау было объявлено тюрьмой, в которой содержатся некурящих заключённых.
Также департамент исправительных услуг активно способствует охране окружающей среды. Для этих целей в исправительных учреждениях внедряется программа экономии еды, сокращения пищевых отходов и переработки их в органические удобрения. В данный момент программа сокращения пищевых отходов внедрена в тюрьмах Лову, Махан и Нэйку. В тесном сотрудничестве с более чем 80 неправительственными организациями сотрудники департамента реализуют множество реабилитационных программ, в том числе культурно-развлекательных, спортивных и религиозных, а также консультируют заключённых по юридическим вопросам и вопросам будущего трудоустройства.
Большое внимание уделяется оказанию психологической помощи заключённым. Штатные и приходящие психологи и психиатры составляют психологические портреты заключённых, которые помогают судам, наблюдательным советам и руководству учреждений принимать решение о досрочном освобождении, распределять заключённых по группам, избегая конфликтов. Чтобы эффективно разрабатывать реабилитационные программы и лечить заключённых от наркозависимости департамент создал автоматизированную систему для обнаружения и идентификации рисков и потребностей находящихся в заключении людей. Терапевтические и психологические программы включают борьбу с приступами неконтролируемого гнева, коррекцию поведения в обществе, предотвращение насилия в семье, личностный рост, развитие конструктивного образа жизни, поощрение членов семьи в реабилитации молодых преступников, лечение сексуальных преступников и наркозависимых. 
С марта 2004 года специальная волонтёрская группа департамента (CSD Rehabilitation Volunteer Group), состоящая из учителей, социальных работников, бухгалтеров, пенсионеров и студентов, на постоянной основе организовывает в тюрьмах курсы по изучению информатики, иностранных языков и культурных традиций других народов, проводит уроки тайцзицюань, каллиграфии, живописи, косметологии, ремёсел и регби. С августа 2004 года в Гонконге стартовала кампания, направленная на то, чтобы фирмы частного сектора охотнее брали на работу бывших заключённых. В рамках программы по предотвращению преступности среди несовершеннолетних, стартовавшей в январе 2006 года, подростки посещают музей департамента исправительных услуг и некоторые исправительные учреждения, в которых знакомятся с жизнью заключённых.
В феврале 2009 года стартовала программа реабилитации сексуальных преступников, начатая как совместная кампания департамента и католической благотворительной организацией Каритас. Регулярно проводятся «ярмарки вакансий», на которых частные предприниматели предлагают рабочие места ждущим освобождения или бывшим заключённым. Департамент совместно с Бюро образования Гонконга реализует несколько проектов и программ по обучению находящихся в заключении подростков (они имею возможность получить как среднее и высшее образование, так и различные рабочие специальности, освоить компьютер и выучить языки). Кроме того, департамент совместно с телерадиокомпанией Гонконга (RTHK) производит многосерийную телевизионную документальную драму «Дорога назад» (The Road Back), первая часть которой вышла в 2001 году (II сезон стартовал в 2002 году, III сезон — в 2004 году, IV сезон — в 2006 году, V сезон — в 2008 году).

## Религия в заключении
Штатные капелланы координируют предоставление религиозных услуг заключённым. Им помогают священники-волонтёры различных конфессий, которые проводят обряды и оказывают психологическую помощь верующим, а также различные религиозные организации, которые обеспечивают широкий диапазон духовных и социальных услуг в исправительных учреждениях. Среди капелланов и волонтёров преобладают христиане, в то время как основная масса заключённых принадлежит к традиционным китайским верованиям (буддизму, даосизму и конфуцианству). Лишь в некоторых учреждениях имеются небольшие китайские алтари. Однако правозащитники не отмечали каких-либо нарушений свободы вероисповедания в учреждениях Гонконга.

## Проблемы и инциденты
В тюрьмах Гонконга издавна были сильны местные триады и существовали устойчивые уголовные традиции. Заключённые тайно изготовляли из подручных материалов и хранили в укромных местах заточки, ножи и даже мачете, а также различные приспособления для курения опиума, игральные карты и кости, ручки, приспособленные для нанесения татуировок. 
В апреле 1973 года случились масштабные волнения заключённых в тюрьме Стэнли, после которых вся пенитенциарная система подверглась реформированию и модернизации. В августе и сентябре 1989 года массовые беспорядки вспыхнули в лагерях вьетнамских беженцев Сэккон и Тайачау, что потребовало вмешательства британской армии (многие бунтовщики были вооружены мачете и даже имели самодельные противогазы, защищавшие их от слезоточивого газа). В 1997 году выходцы из материкового Китая составляли около 20 % заключённых гонконгских тюрем (после отбытия срока они сразу же депортировались на родину). Кроме того, в Гонконге находились более 800 других иностранных заключённых, в основном вьетнамцев, филиппинцев, пакистанцев и тайцев. В июне 2000 года вспыхнул бунт в центре лечения от наркозависимости Хэйлинчау.
Тюремный музей
Несмотря на усилия тюремных властей (обыски камер и посетителей, выборочный допинг-контроль заключённых, жёсткие санкции за хранение и употребление запрещённых препаратов) наркотики в 1990-х годах продолжали быть нередким явлением в исправительных учреждениях Гонконга. Однако, существовавшее ранее тяжёлое положение с незаконным оборотом наркотиков в тюрьмах отчасти было исправлено. Азартные игры и различные пари на деньги, напротив, были той проблемой, с которой тюремные власти боролись с меньшим успехом (из-за этого в камерах под защитой администрации находилось множество заключённых с неоплаченными долгами и процентами по ним). Другой проблемой пенитенциарной системы было большое число членов триад среди взрослых мужчин (в некоторых тюрьмах они составляли большинство контингента). На членов триад приходилась значительная часть запугиваний и насилия, в том числе с применением холодного оружия. Презираемой и соответственно угнетаемой категорией заключённых были те, кто давал свидетельские показания, выдав своих сообщников и таким образом смягчив себе наказание, а также осуждённые за половые преступления (особенно насильники и педофилы), бывшие сотрудники полиции и полицейские информаторы.
Определённая напряжённость наблюдалась между местными заключёнными с одной стороны и выходцами из Вьетнама и материкового Китая с другой (особенно в тюрьмах максимального уровня безопасности). Например, в июне 1995 года три группы местных китайских заключённых одновременно напали на нескольких вьетнамцев в разных частях тюрьмы Сэкпик. В январе 1997 года в учебном классе исправительного учреждения Пикъук в результате драки с использованием столов и стульев ранения получили восемь вьетнамских заключённых. В феврале 1997 года в столовой тюрьмы Стэнли произошла драка между группами местных и вьетнамских заключённых. Кроме того, нередки были нападения заключённых на персонал, особенно в тюрьмах Стэнли, Сэкпик и Лайчикок (иногда даже с применением заточек, кусков мебели или заострённых рукояток щёток).
Для наказания заключённых, нарушивших дисциплину, администрация широко применяла сегрегацию в штрафных камерах и блоках (до 28 дней), лишение права на своевременное освобождения (до одного месяца), лишение привилегий, таких как способность купить товары в тюремной столовой (на протяжении максимум трёх месяцев), лишение тюремного дохода. Ранее наказанным заключённым запрещали отправлять и получать письма, но позже это ограничение было отменено. В штрафных камерах заключённые находились 23 часа в сутки, выходя под конвоем только на прогулку и в душ (приём пищи также проходил в камерах). Во время дисциплинарной сегрегации нарушителям запрещалось курить, слушать радио или плеер, читать (кроме учебников и религиозной литературы), но они обязаны были работать.
Кроме дисциплинарной, многие заключённые подвергались административной сегрегации (некоторые — даже на весь срок заключения). Во-первых, это те, которым требовалась защита от других заключённых, например, бывшие полицейские или свидетели обвинения. Они не были лишены привилегий, часто находились за пределами камеры, но выходили на прогулку отдельной группой. Во-вторых, это те, которые по определённым причинам сами просили защиты, например, должники в азартных играх или нарушители неписаных тюремных правил. Они были лишены привилегий в течение года, потом им разрешались некоторые послабления (иметь радио, книги и т.п.). Третьей и самой проблематичной категорией заключённых, находившихся в административной сегрегации, являлись криминальные лидеры и рецидивисты, способные самостоятельно нарушить дисциплину или подбить на неповиновение группу заключённых (как правило, их изолировали на три — четыре месяца).
Ещё одним способом наказания нарушителей дисциплины являлся перевод заключённого в учреждение с более высоким уровнем безопасности, где имелись более строгие условия содержания. Кроме того, в тюрьмах с более жёстким режимом обычно наблюдалась и большая переполненность жилых помещений, что было ещё одним фактором давления на «трудного» заключённого со стороны администрации. Заключённых, поведение которых не поддавалось корректировке, которые конфликтовали с персоналом или другими заключёнными, переводили в психиатрический центр Сиулам, где они находились шесть месяцев по специальной программе BAU (Behavior Adjustment Unit). Так как эти заключённые не были психически больны, их не подвергали психиатрическому лечению, ограничившись лишь психологическими рекомендациями.  
Основная масса заключённых содержалась в жилых блоках типа общежития, рассчитанных на размещение от 10 до 60 человек. Часть мужчин, находившихся в учреждениях максимального уровня безопасности (тюрьмы Стэнли и Сэкпик, центр приёма Лайчикок), содержалась в камерах (как одиночных для особо опасных преступников, так и рассчитанных на несколько человек). Администрация следила, чтобы в камерах и общежитиях поддерживался порядок, чтобы заключённые не хранили среди личных вещей запрещённые предметы. В жилых помещениях были разрешены радиоприёмники и аудиоплееры, но запрещены компьютеры, телевизоры и плакаты на стенах.
Общежития были оборудованы рядами двухъярусных металлических кроватей с деревянным настилом, камеры — одноярусными пластиковыми кроватями (в камерах дисциплинарной и административной сегрегации кровати на день убирались, чтоб заключённые не лежали на них). Также в жилых помещениях имелись тумбочки и полки для личных вещей, пластиковые треугольные столики и табуретки. Туалеты были оборудованы унитазами (в новых учреждениях) и дырками в полу (в старых учреждениях). В тюрьмах Виктория и Стэнли наблюдался дефицит туалетов в камерах, из-за чего многие заключённые были вынуждены пользоваться вёдрами (так как камеры с вечера до утра были закрыты, заключённые находились в тесных зловонных помещениях). Гонконг отличается прохладной зимой и жарким и влажным летом, но за исключением некоторых больничных палат большинство жилых помещений не были оборудованы отоплением и кондиционерами воздуха (в тюрьме Стэнли в камерах не было даже вентиляторов).
Тюрьма Виктория
Администрация снабжала арестованных и заключённых обувью, одеждой, нательным бельём, полотенцами, одеялами и подушками. Вся одежда и бельё выдавались заключённым чистыми и регулярно обменивались для стирки. В тюрьмах, где содержались различные группы заключённых, каждая группа носила одежду определённого цвета и стиля. Кровати не имели матрасов, вместо них использовались тонкие циновки из тростника. Каждое утро заключённые сворачивали циновки, одеяла и подушки в подобие куба и помещали их в изголовье кровати. По нормам личной гигиены заключённым разрешалось мыться каждый день, их причёска должна была быть короткой.
Питание заключённых, разработанное врачами-диетологами, отличалось разнообразием и достаточными порциями, кухни соответствовали санитарным нормам. В рационе имелись овощи, фрукты, мясо и рыба. Для различных этно-религиозных групп имелось своё меню — азиатское (китайское), европейское, индо-пакистанское, вегетарианское (для буддистов), а также специальное меню для больных диабетом и язвой. Еда перед подачей проходила тестирование, результаты которого заносились в журнал учёта. Обычно приём пищи происходил в тюремных столовых, однако для особо опасных преступников было предусмотрено питание в камерах. Лица, находившиеся в предварительном заключении, имели возможность заказывать еду с воли (даже в небольшом количестве пиво и вино). Курение было разрешено, но имело ограничения во время рабочего дня.
Медицинский персонал исправительных учреждений обладал необходимой квалификацией и оборудованием. В гонконгских тюрьмах не было обязательного тестирования на ВИЧ-инфекцию, среди заключённых лишь небольшой процент был идентифицирован как носители вируса иммунодефицита человека. Они не были отделены от общей массы заключённых и их диагноз сохранялся в тайне от персонала. В тюрьмах велась пропаганда использования презервативов, но сами презервативы были недоступны заключённым. Персонал всячески замалчивал и отрицал гомосексуальные контакты между заключёнными (во второй половине 1990-х годов эта тема негласно считалась табуированной).
Сотрудники Британской королевской коллегии психиатров, которые в 1995 году инспектировали психиатрический центр Сиулам, выразили в своём отчёте обеспокоенность устаревшими методами, применяемыми в учреждении, и нехваткой квалифицированных медсестёр. Острой проблемой была переполненность учреждений для заключённых-женщин, число которых с 1985 по 1997 год увеличилось в три раза. Такой приток был обеспечен в основном за счёт уроженок материкового Китая, осуждённых за проституцию, работу без соответствующей визы и торговлю наркотиками. Также ощущалась нехватка персонала женского пола, необходимого для работы с заключёнными-женщинами. Младенцы до девяти месяцев могли находиться с заключёнными матерями в специальных блоках, но затем дети до шести лет могли гостить у матерей лишь раз в неделю. Заключённые-иностранцы жаловались на проблемы с языковым барьером и расовой дискриминацией со стороны охраны.
В 1999 году в пенитенциарных учреждениях Гонконга содержалось 10 358 заключённых и арестованных, а заполняемость составляла 114,5 %, в 2003 году — 11 682 заключённых и арестованных, заполняемость — 122,6 %. Лишь в 2008 году ситуация вошла в норму: в учреждениях содержалось 9 343 заключённых и арестованных, а заполняемость составила 96,7 % (несмотря на это, острая нехватка мест наблюдалась в мужских и женских исправительных учреждениях максимального уровня безопасности и в блоках для арестованных). После азиатского финансового кризиса правительство в 1999 — 2008 годах сократило персонал департамента на более чем 1 тыс. человек. К весне 2009 года соотношение персонала и заключённых приблизилось к показателю один к трём, что означало большую нагрузку на служащих департамента.
В 1998 году в исправительных учреждениях Гонконга содержалось 2 363 нелегальных иммигранта и 1 386 иностранцев, что составляло 31,5 % от общего числа заключённых; в 2004 году — 1 488 нелегальных иммигрантов и 1 262 иностранца (21,6 % от общего числа заключённых); в 2008 году — 967 нелегальных иммигрантов и 1 447 иностранцев (23 % от общего числа заключённых). Отчасти сокращение иностранцев в тюрьмах Гонконга произошло за счёт депортации их для дальнейшего отбытия срока заключения на родине.
В наше время среди преступников, совершивших тяжёлые преступления и приговорённых к длительным срокам, существенную долю составляют наркоторговцы, а также выходцы из материкового Китая и других стран (для работы с ними офицеры департамента изучают панджаби, урду, непальский, вьетнамский, филиппинский и индонезийский языки). Среди серьёзных дисциплинарных нарушений наиболее распространены участие в азартных играх, драки между заключёнными, контрабанда наркотиков, денежных купюр и мобильных телефонов, нападения на сотрудников департамента, попытки побега. Убийства и самоубийства являются редким явлением в гонконгских тюрьмах, хотя попытки суицида происходят довольно регулярно. Большая часть исправительных учреждений работает более 35 лет и нуждается в обновлении и расширении (некоторые учреждения были преобразованы из зданий, вообще не приспособленных под места заключения).
Для предотвращения контрабанды наркотиков и других запрещённых предметов, скрытых в теле, вместо практики ручного ректального поиска в учреждениях начали устанавливать рентгеновские сканеры с низким уровнем радиации (первый такой сканер появился в начале 2013 года в центре приёма Лайчикок, следующие будут установлены в женском центре Тайлам, исправительном учреждении Лову и исправительном учреждении Пикъук). Ранее многие учреждения были оборудованы новейшими системами видео наблюдения с функцией обнаружения нужного объекта, системами электронных замков и датчиками движения, лабораториями тестирования содержания наркотиков в крови и моче.

## Критика
В ранний колониальный период истории Гонконга в местных тюрьмах широко применялись пытки, избиения тростниковыми палками и кнутами, наказания голодом. Нередко преступников выставляли напоказ, вешая им на шею деревянные таблички с описанием содеянного. Труд заключённых широко применялся на тяжёлых работах по строительству дорог, осушению болот и добыче камня. К началу 1970-х годов тюрьмы Гонконга фактически находились вне контроля властей, в них процветали насилие, торговля наркотиками, азартные игры и коррупция охраны, были нередки тюремные бунты и беспорядки, реальной силой являлись различные группировки триад. 
Наиболее жёсткой критике подвергались лагеря вьетнамских беженцев, существовавшие в Гонконге в 1970 — 1990-х годах. Тысячи людей ютились в переполненных палатках, бараках и сараях без элементарных условий. В лагерях отсутствовали электричество и туалеты, нередко наблюдались вспышки холеры, перебои с питьевой водой, медикаментами и вывозом мусора, процветали изнасилования, грабежи, торговля наркотиками и драки между группировками беженцев, случались убийства и нападения на полицейских. Питание в лагерях было значительно хуже, чем в исправительных учреждениях Гонконга, распределение продуктов велось через старших по бараку, избранных самими беженцами (нередко эти должности занимали самые сильные и жестокие мужчины). 
Из-за вражды между выходцами из северного и южного Вьетнама эти группы содержались в лагерях отдельно. Беженцы жаловались, что бараки накаляются летом и протекают в сезон дождей, что зимой нет горячей воды, что их плохо обеспечивают продуктами и медикаментами, что мужчины-охранники видят со своих вышек женские душевые, что администрация очень медленно исправляет различные поломки, что санитарные зоны (умывальники, души, туалеты и прачечные) находятся в очень плохом состоянии, что лишь малая часть детей и подростков участвовала в образовательных программах, что люди с инфекционными заболеваниями (инфекции верхних дыхательных путей, гастроэнтерит, болезни кожи) не отделены от основной массы беженцев. В тюрьме Виктория вьетнамские беженцы содержались в тёмных сырых подвалах и слабо освещённых душных камерах без туалетов (в тюрьму на несколько месяцев отправляли в основном нарушителей дисциплины и беглецов).
По данным Human Rights Watch во второй половине 1990-х годов для пенитенциарной системы Гонконга были характерны переполненность тюрем (по состоянию на март 1997 года в 22 учреждениях содержалось 12,3 тыс. человек при их вместимости 10,4 тыс. человек), особенно блоков предварительного заключения, недостаточное качество медицинских услуг, плохое санитарное состояние (особенно остро стояла проблема с туалетами и питьевой водой), серьёзная недоукомплектованность сотрудниками, отсутствие надлежащего независимого контроля над соблюдением прав человека. Инспекции учреждений проводились в присутствии тюремной администрации, и заключённые не имели возможности пообщаться с проверяющими конфиденциально. Многочисленные заключённые из материкового Китая не имели права на альтернативные режимы содержания, доступные местным заключённым, на лечение от наркозависимости, на учебные программы. Под давлением правозащитников в мае 1997 года были приняты поправки, которые несколько ослабили ограничения, наложенные на заключённых, особенно что касается их связи с внешним миром.
Несмотря на переполненность тюрем, большой процент наркоманов и членов триад, а также нехватку персонала (особенно в ночные смены), Human Rights Watch констатировала, что по состоянию на 1997 год пенитенциарные учреждения Гонконга находились под полным контролем департамента, в них наблюдался низкий уровень тюремного насилия и злоупотреблений охранников относительно заключённых, департамент применял эффективные и адекватные меры в ответ на нарушение дисциплины. Однако, как отметили правозащитники, среди персонала некоторых тюрем наблюдалось чрезмерное акцентирование внимания на строгой дисциплине и тотальном контроле над заключёнными, что негативно влияло на их психологическое состояние. Также заключённым довольно трудно было оспорить дисциплинарное наказание и отменить лишение права на досрочное освобождение. Некоторых заключённых, которые жаловались мировым судьям и омбудсмену, подвергали административной сегрегации или переводили в учреждения с более строгим режимом. Среди несанкционированных наказаний заключённые чаще жаловались на словесные оскорбления, чем на избиения.
Также критике подвергалась система посещения заключённых родственниками и друзьями. Особенно много нареканий вызывали короткие посещения на фоне добирания в отдалённые учреждения (например, на остров Хэйлинчау, где в трёх учреждениях содержалось более 1 700 человек, нужно было плыть около двух часов ради получасового свидания, и это не считая пути на остров Гонконг, откуда отходили паромы). Во время так называемых «закрытых» посещений заключённый и его гости были разделены стеклом, а общение происходило через телефон (как правило «закрытые» посещения назначали «трудным» заключённым, представляющим опасность, или заключённым, в отношении которых существовали подозрения, что они участвуют в контрабанде наркотиков на территорию тюрьмы). Во время «открытого» посещения заключённый напрямую контактировал с визитёрами, при этом были разрешены рукопожатия, но запрещены поцелуи (половые контакты между супругами всегда находились под строгим запретом). В комнатах свиданий заключённые находились по одну сторону длинного стола, а их посетители — по другую.
Признав, что «закрытые» посещения негативно влияют на социальные связи заключённых, власти начали программу «открытых» посещений и для заключённых с длительными сроками в тюрьме Сэкпик (пилотный проект распространялся только на тех, кто за последние 12 месяцев не имел дисциплинарных наказаний, и кто не был уличён в употреблении наркотиков в заключении). Около четверти всех гонконгских заключённых вообще никто не посещал (в основном это были иностранцы или заключённые, с которыми их семьи и друзья порвали отношения). Для таких людей были организованы визиты волонтёров из Ассоциации друзей заключённых (PFA), которые знакомятся с преступниками как «друзья по переписке». Так как волонтёрам разрешено было посещать только тех заключённых, у которых не было никаких других внешних контактов, если заключённого хотя бы раз посещал кто-то из родственников, связь с волонтёром прерывалась.
Тюремные власти обладали правом цензуры на переписку заключённых и нередко запрещали отправку писем, в которых имелись жалобы на пенитенциарный персонал или условия содержания. В тюрьмах Гонконга у заключённых нет доступа к телефонам и сделать звонок можно только через просьбу к администрации. Также довольно размыты были требования к запрещённой литературе и прессе (например, описывающей сексуальные сцены, сцены насилия, способы изготовления оружия, взрывчатки и наркотиков, радикальные политические взгляды). Некоторые учреждения в целях безопасности не принимали книги в твёрдом переплёте и газеты, в которых публиковались результаты скачек, в некоторых тюрьмах были запрещены книги медицинского или юридического содержания. Не во всех учреждениях администрация придерживалась правила об обязательном часе прогулок для заключённых, содержащихся в камерах (из-за перегруженности учреждений нередко прогулки сокращались до 30-40 минут).

## Комментарии
1. ↑  Хотя некоторый дефицит мест наблюдается в блоках для арестованных и секторах максимального уровня безопасности.
2. ↑  К концу 1990-х годов в тюрьме Стэнли была проведена масштабная реконструкция и все камеры были оборудованы туалетами со сливом.
3. ↑  В среднем по системе тюрьмы были переполнены на 18 % от их заявленной вместимости, но в некоторых учреждениях этот показатель составлял 37 %.